# Hall-effect

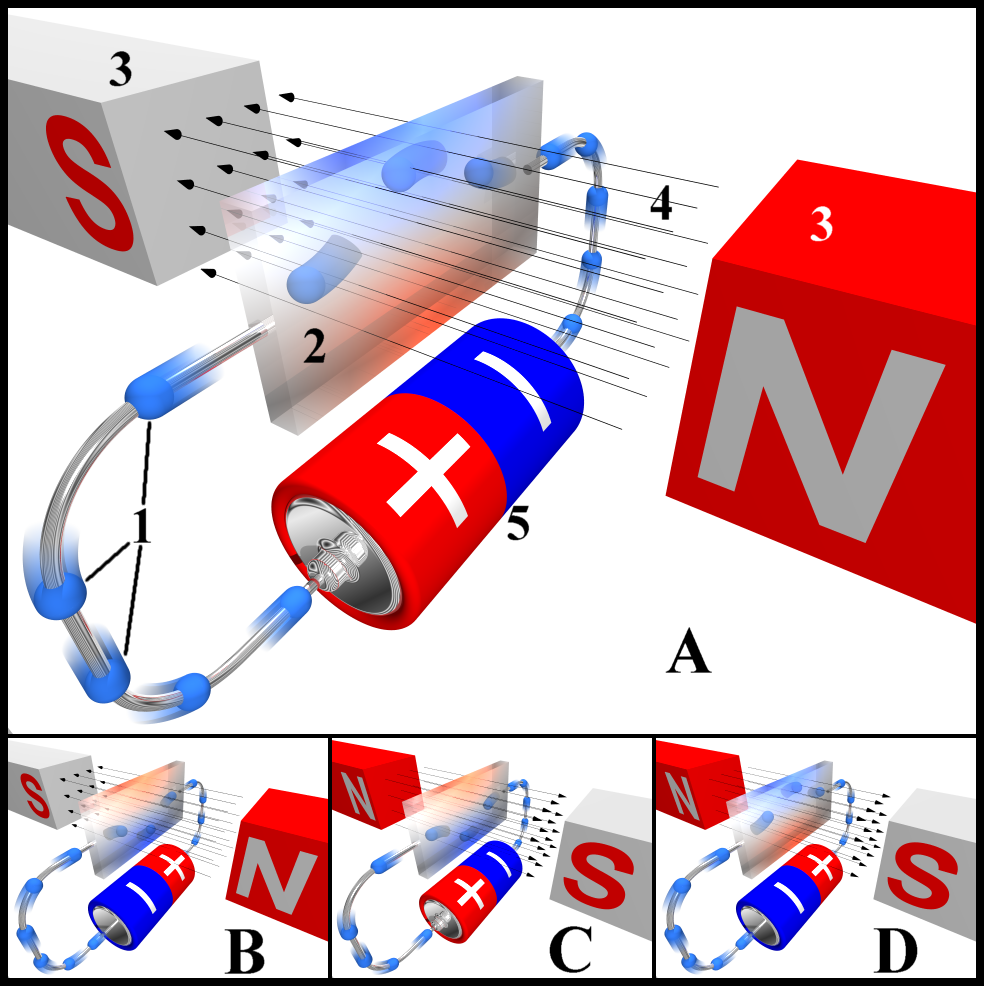
Hall-effect

Het hall-effect is het verschijnsel dat een elektrische spanning optreedt in de dwarsrichting van een stroomdrager als loodrecht op de stroom- en dwarsrichting een magnetisch veld aangelegd wordt. Het effect is genoemd naar de onderzoeker Edwin Hall.
De polariteit van de spanning hangt af van de aard van de ladingsdragers. Het teken van de spanning als gevolg van het hall-effect van een halfgeleider wordt daarom gebruikt om te bepalen of de ladingsdragers overwegend gaten of elektronen zijn.
Samen met de elektrische geleidbaarheid kan het hall-effect gebruikt worden om de elektrische mobiliteit van de ladingsdragers te bepalen.
De grootte van een optredend hall-effect kan nauwkeurig worden gemeten met de Van der Pauwmethode.
Het kwantum-hall-effect, een generalisering van het hall-effect, werd ontdekt door Klaus von Klitzing, die voor deze ontdekking de Nobelprijs in de natuurkunde heeft gekregen.

## Achtergrond
Als uitgegaan wordt van een rechthoekige staaf waar elektronen met een snelheid v zich voortbewegen (zie figuur) dan is de richting van de elektronen tegengesteld aan de richting van de stroom I. Uit het toepassen van de vermenigvuldigingsregel voor het vectorproduct (kurkentrekkerregel) volgt dat de richting van de lorentzkracht Fm  omhoog is. Hierdoor worden de elektronen afgebogen naar boven.
De onderzijde is dus positief geladen en de bovenste zijde negatief waardoor er een potentiaalverschil (dus een elektrisch veld) ontstaat en er een krachtwerking optreedt. Het elektrisch veld is gegeven door:
{\displaystyle E={\frac {F_{e}}{q}}}
Daarin is:
{\displaystyle E} de elektrische veldsterkte in volt per meter (V/m)
{\displaystyle F_{e}} de elektrische kracht in newton (N)
{\displaystyle q} de elektrische lading in coulomb (C)
De lading q in het elektrisch veld E is negatief, met als gevolg dat F' tegengesteld is aan E.
Het potentiaalverschil neemt net zo lang toe totdat de kracht Fe  die het  bijbehorende elektrische veld op de bewegende lading uitoefent even groot is als Fm . Hierdoor worden de elektronen niet langer afgebogen en gaan de elektronen rechtdoor.
Twee geladen platen die evenwijdig opgesteld zijn zorgen voor een homogeen elektrisch veld. Hetzelfde geldt ook voor een rechthoekig stuk materiaal waar de lading aan beide zijden tegengesteld is. Voor dit homogene elektrische veld geldt:
{\displaystyle E={\frac {U}{h}}}
waarin:
{\displaystyle U} de spanning is in volt (V)
{\displaystyle h} de afstand tussen de twee zijden is in meter (m)
Elektronen versnellen onder invloed van een elektrisch veld, en ze komen in botsing met atomen in het rooster van de geleider zodat de kinetische energie van de elektronen wordt omgezet in thermische energie. Vervolgens versnellen de elektronen opnieuw en het proces wordt herhaald. De driftsnelheid is de gemiddelde snelheid van de elektronen en is relatief laag.
Een bewegende lading in een magnetisch veld ondervindt de lorentzkracht:
{\displaystyle F_{\mathrm {L} }=q\,v_{\mathrm {d} }B}
met:
{\displaystyle q} de elektrische lading in coulomb (C)
{\displaystyle F_{\mathrm {L} }} lorentzkracht in newton (N)
{\displaystyle B} de magnetische fluxdichtheid in tesla (T)
{\displaystyle v_{\mathrm {d} }} de driftsnelheid in meter per seconde (m/s)
Na een bepaalde tijd zijn de elektrische kracht Fe  en de lorentzkracht FL  in evenwicht. Het elektrisch veld E wordt dan gegeven door de magnetische fluxdichtheid en de driftsnelheid:
{\displaystyle E=Bv_{\mathrm {d} }}
Het verband met de hallspanning {\displaystyle U_{\mathrm {H} }} wordt gegeven door:
{\displaystyle U_{\mathrm {H} }=Eh}
waarin:
{\displaystyle U_{\mathrm {H} }} de hallspanning is in volt (V)
Door bovenstaande formules samen te voegen kan de driftsnelheid in een materiaal bepaald worden:
{\displaystyle v_{\mathrm {d} }={\frac {E}{B}}={\frac {U_{\mathrm {H} }}{Bh}}}
De polariteit van UH  en vd  hangt af van het type ladingsdragers dat in een materiaal domineert. Is de gemeten hallspanning positief, dan domineren de gaten ten opzichte van de elektronen en bij een negatieve hallspanning is dit andersom. Van dit verschijnsel kan gebruik worden gemaakt als men bijvoorbeeld de eigenschappen van geleiding in halfgeleiders en andere materialen met een combinatie van negatieve en positieve ladingsdragers wil bestuderen.
Een atoom met netto een positieve of negatieve lading heeft een of meer van zijn elektronen verloren. Als het aantal vrije ladingsdragers per volume-eenheid en het aantal moleculen per m³ bekend zijn, is het dus mogelijk om het aantal vrije elektronen per atoom te berekenen. Hiervoor geldt:
{\displaystyle n={\frac {NM}{N_{\text{A}}m}}}
Daarin is:
{\displaystyle n} het aantal vrije elektronen per atoom
{\displaystyle N_{\text{A}}} het getal van Avogadro (6,02214 1026 kmol−1)
{\displaystyle m} de soortelijke massa (kg/m³)
{\displaystyle N} het aantal vrije ladingsdragers per m³
{\displaystyle M} de atoommassa (kg/kmol)

## Toepassingen
Het hall-effect wordt vooral toegepast in de sensorindustrie. Met behulp van het hall-effect kan de rotatiesnelheid van een as gemeten worden. Door een magneet op de as en een hallsensor op een vast punt te plaatsen zal de sensor pulsen afgeven in een frequentie die gelijk is aan het aantal omwentelingen per seconde. Om de as gemakkelijk te kunnen balanceren, kunnen er ook twee of meer magneten worden geplaatst. In dat geval wordt niet de rotatiesnelheid gemeten maar een geheel veelvoud daarvan.
Een andere toepassing is in zogenaamde MHD-generator, een in de jaren 1970 veelbelovend geachte methode voor energieopwekking waarvan de resultaten tot nog toe tegenvielen.